# Nicholas Cavendish (6e baron Chesham)
Nicholas Charles Cavendish, 6e baron Chesham (1941-27 août 2009), est un homme politique conservateur britannique.

## Biographie
Membre de la famille Cavendish dirigée par le duc de Devonshire, Chesham est le fils de John Cavendish (5e baron Chesham) et Mary Edmunds Marshall. Il prend son siège à la Chambre des lords à la mort de son père en 1989 et est capitaine du Yeomen of the Guard (whip en chef adjoint du gouvernement à la Chambre des lords) de 1995 à 1997 dans l'administration conservatrice de John Major. Cependant, il perd son siège à la Chambre des lords après l'adoption de la loi de 1999 sur la Chambre des Lords, qui supprime le droit automatique des pairs héréditaires à siéger à la Chambre haute du Parlement. Il se marie pour la première fois le 4 novembre 1965 avec Susan Donne Beauchamp. Ils divorcent en 1969. Nicholas se remarie à Suzanne Adrienne Byrne, en 1973. Il est décédé le 27 août 2009 .
Ils ont deux fils:
- Charles Cavendish, 7e baron Chesham, né 11 novembre 1974 qui succède à son père pour devenir le septième baron Chesham.
- William George Gray Compton, né le 13 avril 1980